# Edward B. Lewis
Edward Bok Lewis (Wilkes-Barre, Pennsylvania, 20. svibnja 1918. - Pasadena, Kalifornija, 21. srpnja 2004.), američki genetičar.
Godine 1995. podijelio je Nobelovu nagradu za fiziologiju ili medicinu zajedno s Christiane Nüsslein-Volhard i Eric F. Wieschausom.

## Vanjske poveznice
- Nobelova nagrada - životopis (engl.)